# Cyrtopogon bigelowi
Cyrtopogon bigelowi är en tvåvingeart som beskrevs av Charles Howard Curran 1924. Cyrtopogon bigelowi ingår i släktet Cyrtopogon och familjen rovflugor. Inga underarter finns listade i Catalogue of Life.